# Separação Igreja-Estado

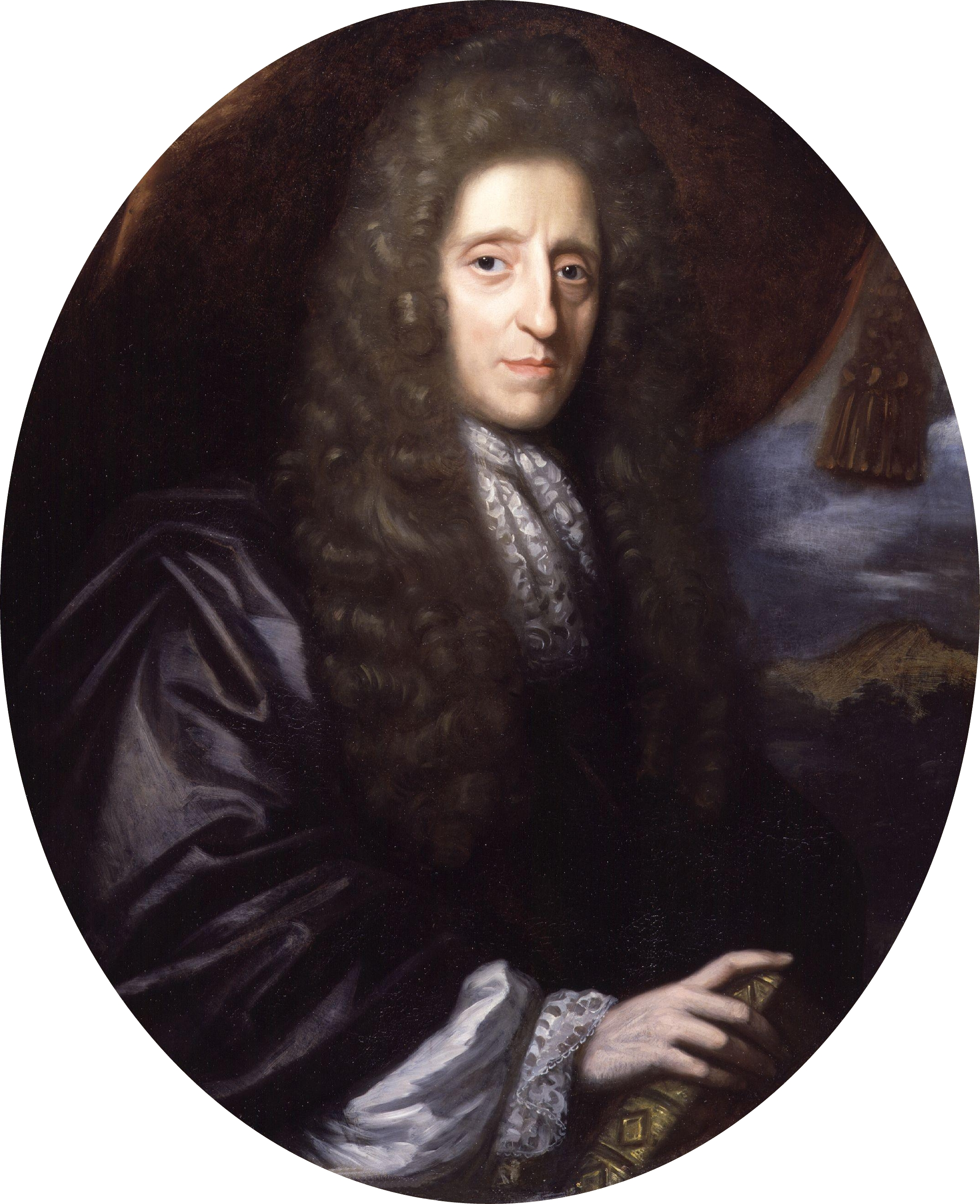
John Locke, filósofo político inglês que defendia a consciência individual, livre do controle do Estado.

A separação Igreja-Estado é uma doutrina política e legal que estabelece que o governo e as instituições religiosas devem ser mantidos separados e independentes uns dos outros. A expressão se refere mais frequentemente a combinação de dois princípios: secularismo do governo e liberdade religiosa.
Whitman (2009) observa que em muitos países europeus, o Estado tem ao longo dos séculos, assumido as funções sociais da igreja levando em geral a uma esfera pública secularizada.
O conceito da separação entre Igreja e Estado se refere à distância na relação entre a religião organizada e o Estado-nação. O termo é um desdobramento da frase, "muro de separação entre Igreja e Estado", como está escrito na carta de Thomas Jefferson para a Associação Batista de Danbury, em 1802. O texto original diz: "... eu contemplo com reverência soberana que age de todo o povo americano, que declarou que sua legislatura deve 'fazer nenhuma lei respeitando um estabelecimento da religião, ou proibindo o seu livre exercício', assim, construindo um muro de separação entre Igreja e Estado." Jefferson reflete sobre o tema falando frequentemente que o governo não está a interferir na religião. A frase foi citada pela primeira vez pela Suprema Corte dos Estados Unidos, em 1878, e depois em uma série de casos a partir de 1947. A frase "separação entre Igreja e Estado" em si não aparece na Constituição dos Estados Unidos. A Primeira Emenda afirma que "O Congresso não fará nenhuma lei respeitando um estabelecimento da religião, ou proibindo o seu livre exercício". Antes de 1947, no entanto, estas disposições não eram consideradas para serem aplicadas em nível estadual; tentativas foram feitas para alterar a Constituição para conseguir isso nas décadas de 1870 e 1890, mas apenas foi realizada por decisão judicial em 1947. Entretanto, casos como o de Ellery Schempp demonstram que mesmo nas décadas de 1960 e 1970 tais discussões ainda eram levadas à Suprema Corte.
O conceito de separação já foi aprovado em vários países, em diferentes graus, dependendo das estruturas legais aplicáveis e das visões predominantes em direção ao próprio papel da religião na sociedade. Um princípio semelhante, mas geralmente mais rigoroso de laicismo tem sido aplicado na França e na Turquia, enquanto alguns países socialmente secularizados como a Noruega, a Dinamarca e o Reino Unido mantiveram reconhecimento constitucional de uma religião oficial do Estado. O conceito faz paralelo com  vários outras ideias sociais e políticas internacionais, incluindo o secularismo, separação, liberdade religiosa e pluralismo religioso. Whitman (2009) observa que em muitos países europeus, o Estado tem assumido, ao longo dos séculos, o papel social da Igreja, levando a uma esfera pública geralmente secularizada.

## Modelos históricos da relação entre Estado e religião
Paul Cliteur, professor de Jurisprudência da Universidade de Leiden (Holanda), estabelece em seu livro Moral Esperanto cinco modelos na relação entre Estado e religião:
1. Estado ateu ou ateísmo estatal. É a promoção estatal do ateísmo, não admite nenhuma forma de religião, igreja ou culto. É estabelecido através da destruição de edifícios religiosos (Igrejas, Mesquita, Templos Hindu, Templos Budistas, Sinagogas, etc.), a queima de Livros sagrados (Bíblia, Alcorão e Torá), perseguição ou assassinato de ministros religiosos e a proibição total da prática religiosa, como no caso da Coreia do Norte.
2. Estado secular ou estado irreligioso. O Estado não tem religião estatal e supõe a nula interferência de qualquer organização ou confissão religiosa no governo de um país, seja o poder legislativo , o executivo ou o judicial.
3. Estado não denominacional ou neutro colaborativo. O Estado não tem igreja oficial ou religião de Estado, mas dá importância às expressões religiosas de seu povo e, portanto, não só os protege, mas também os incentiva, de forma eqüitativa entre os diversos setores religiosos presentes em seu território. . Este é um modelo reivindicado pelos diferentes setores religiosos que não têm o estatuto de religião oficial.
4. Estado Multirreligioso, pluriconfessional, ou Estado com várias religiões oficiais: O Estado ajuda e até financia várias religiões que reconhece como Estado, apóia seu clero, seus templos e suas atividades. Embora haja casos de tolerância religiosa, os benefícios para as religiões oficiais são prejudiciais às demais religiões presentes no território.
5. Estado confessional ou com religião oficial. Uma igreja ou religião ocupa o lugar junto ao Estado em tarefas de governo e ordem pública, o Estado mantém a Igreja dominante através dos impostos da população. Embora haja casos em que outras igrejas também sejam toleradas, os direitos da religião do Estado prejudicam os demais setores religiosos que estão presentes entre sua população.
6. Teocracia ou unificado com a religião oficial. Uma religião dominante é aquela que detém o poder no governo, geralmente, ela se estabelece como a única religião tolerada e todas as outras são suprimidas, as leis que dizem respeito a essa religião se aplicam. É mantido na Cidade do Vaticano (também no Monte Athos e na Ordem de Malta na Europa) e em grande parte do Oriente Médio, como na Arábia Saudita ; chegou ao poder no Irã a partir de 1979, no Marrocos o rei é um líder político e religioso, e no Paquistão a  sharia  especialmente nas áreas rurais. Afeganistão nos anos 90 ( Estado islâmico e regime do Talibã) aplicou-a, a "sharia" também foi aplicada, embora em nível regional, principalmente em algumas áreas Mulheres muçulmanas da Nigéria e Sudão. Embora existam alguns países islâmicos seculares como Turquia e Indonésia, mas em geral o Islã tem uma forte influência política na maioria dos países islâmicos.

Para Cliteur, a teocracia é tão agressiva e questionável quanto o ateísmo político, uma vez que ambos suprimem a liberdade religiosa.

## Por país
| Estados laicos Estados confessionais Ambíguo ou sem dados |

Os países têm diferentes graus de separação entre o governo e as instituições religiosas. Desde a década de 1780, vários países criaram barreiras explícitas entre a Igreja e o Estado. O grau de separação real entre governo e religião ou instituições religiosas varia muito. Em alguns países, as duas instituições continuam fortemente interligadas, sendo que há novos conflitos no mundo pós-comunista.
Diferentes variações sobre a separação podem ser vistas em alguns países com alto grau de tolerância e liberdade religiosa, além de fortes culturas políticas seculares que ainda mantinham igrejas estatais ou laços financeiros com certas organizações religiosas no século XXI. Na Inglaterra, há uma religião estatal constitucionalmente estabelecida, mas outras religiões são toleradas. O monarca britânico é o Governador Supremo da Igreja da Inglaterra e 26 bispos (em inglês:  Lords Spiritual) sentam-se na câmara alta do governo, a Câmara dos Lordes.
Em outros reinos, o chefe de governo, chefe de Estado ou outras figuras do alto escalão oficial podem ser legalmente obrigados a serem um membro de uma determinada fé. Poderes para nomear altos membros das igrejas oficiais também são ainda muitas vezes investidos nos governos do mundo. Esses poderes podem ser ligeiramente anacrônicos ou superficiais, no entanto, disfarçam o verdadeiro nível de liberdade religiosa que a nação possui. No caso de Andorra há dois chefes de Estado, nenhum deles andorranos nativos. Um deles é o bispo católico romano de Seu d'Urgell, uma cidade situada na Catalunha, Espanha. Ele tem o título de coprince episcopal (coprince significa  chefe de Estado em francês). Coprinces desfrutam de poder político em termos de ratificação da lei e designação do tribunal constitucional, entre outros.

### Brasil
O Brasil foi uma colônia do Império Português de 1500 até a independência do controle de Portugal em 1822, período em que o catolicismo romano era a religião oficial do Estado. Com a ascensão do Império do Brasil, embora o catolicismo mantivesse seu status de credo oficial subsidiado pelo Estado, às outras religiões foi permitido florescer, visto que a Constituição 1824 garantia o princípio de liberdade religiosa mas com algumas restrições, a liberdade religiosa para as religiões não católicas não eram plenas, pessoas de baixa renda e que não professassem o Catolicismo Romano não poderia ocupar cargos políticos. A queda do Império em 1889, deu lugar a um regime republicano e uma nova Constituição foi promulgada em 1891, rompendo os laços entre a Igreja e o Estado; ideólogos republicanos, como Benjamin Constant e Rui Barbosa, foram influenciados pela laicidade na França e nos Estados Unidos. A separação entre Igreja e Estado promulgada pela Constituição de 1891 tem sido mantida desde então. A atual Constituição do Brasil, em vigor desde 1988, assegura o direito à liberdade religiosa individual de seus cidadãos, e proíbe o estabelecimento de igrejas estatais e de qualquer relação de "dependência ou aliança" de autoridades com os líderes religiosos, com exceção de "colaboração de interesse público, definida por lei."

### Portugal
A Lei da Liberdade Religiosa estabelece os princípios, os direitos individuais e colectivos, o estatuto de igrejas e Comunidades religiosas e da Comissão de Liberdade Religiosa, os moldes de cooperação entre o Estado e Confissões Religiosas, e as ressalvas de aplicação da Lei à Igreja Católica.
Apesar da palavra laicidade não existir na Constituição da República, nem na Lei da Liberdade Religiosa, no ponto 4 do artigo 41 da Constituição diz: "As igrejas e outras comunidades religiosas estão separadas do Estado e são livres na sua organização e no exercício das suas funções e do culto", enquanto os artigos 3 e 4 da Lei da Liberdade Religiosa reafirmam o princípio da separação e o princípio da não confessionalidade do Estado. Segundo a Lei da Liberdade Religiosa, o Estado Português é não-confessional; isto significa que não adopta qualquer religião oficial, nem se pronuncia sobre questões religiosas e não programa a educação ou a cultura segundo directrizes confessionais.
Apesar disto, o Chefe de Estado, logo que eleito, obtém o título de Grão-Mestre da Ordem dos Cavaleiros de Nosso Senhor Jesus Cristo, da Ordem de São Bento de Avis e da Ordem de Santiago da Espada, todas elas de origem católica, mas secularizadas aquando da Reforma das Ordens de D. Maria I, por Carta de Lei de 1789.